# بول سميث (لاعب كرة قدم بريطاني)
بول سميث (بالإنجليزية: Paul Smith)‏ (2 نوفمبر 1962 في المملكة المتحدة - ) هو لاعب كرة قدم بريطاني في مركز الوسط. لعب مع دونفرملين أثلتيك وريث روفرز ونادي آير يونايتد ونادي دندي ونادي فالكيرك ونادي ماذرويل وهارت أوف ميدلوثيان وبيرويك راينجرز.

## وصلات خارجية
- بول سميث على موقع قاعدة بيانات كرة القدم.إي يو (الإنجليزية)